# Isaac Bickerstaffe
Isaac Bickerstaffe ou Bickerstaff, né le 26 septembre 1733 – mort vers 1812, est un dramaturge et librettiste du royaume d'Irlande.

## Jeunesse

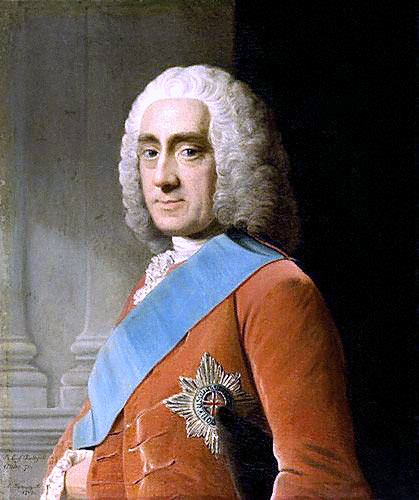
Lord Chesterfield, premier protecteur de Bickerstaffe, Lord lieutenant d'Irlande

Isaac John Bickerstaff naît à Dublin où son père John Bickerstaff occupe un poste de gouvernement et supervise la construction et la gestion de terrains de sport dont des cours de boulingrin et de tennis. La fonction est abolie en 1745 et il reçoit une pension du gouvernement pour le reste de sa vie.
Le jeune Isaac est page de Lord Chesterfield, Lord Lieutenant d'Irlande, ce qui lui permet de frayer avec la société à la mode de Dublin. Lorsque Chesterfield est remplacé dans sa position en 1745, il fait en sorte de fournir à Isaac un engagement dans l'armée. En octobre 1745, Bickerstaff rejoint le Royal Northumberland Fusiliers (en). Il sert comme enseigne jusqu'en 1746 lorsqu'il est promu lieutenant. Le régiment, commandé par Alexander Irwin (en) et qui dépend du Irish Establishment, est basé à Kinsale en Irlande. En mars 1755, le régiment est transféré à Bristol en Angleterre. Ayant récemment reçu un peu d'argent, Isaac donne sa démission en août et reçoit une demi-solde.
Il a l'intention de devenir écrivain mais sa première œuvre publiée n'est pas mise en scène et il se retrouve rapidement en proie à des difficultés financières. En mars 1758 il est si à court d'argent qu'il se joint au Marine Corps stationné à Plymouth comme lieutenant et sert pendant la guerre de Sept Ans. En 1763, après la signature du Traité de Paris, il est libéré honorablement tandis que le Corps est réduit en taille.

## Succès
Bickerstaff arrive à Londres en 1755 et travaille comme dramaturge. Ses années passées à Dublin, centre culturel à l'époque, influencent grandement ses vues sur l'écriture et les arts. Il développe l'idée que la langue anglaise est totalement inadaptée pour chanter l'opéra quel que soit le talent du compositeur et que l'italien est la langue naturelle à cette forme musicale. Il revient plus tard sur ce point de vue.
Ses débuts à Londres sont difficiles et sa première œuvre, Leucothoé, poème dramatique, est un échec. Quoi que bien reçue par deux critiques, elle n'est pas mise en musique ni interprétée et reste largement ignorée. Bickerstaff compromet également ses chances de succès en critiquant publiquement David Garrick, principal acteur-manageur de l'époque, pour « barbarie » dans ses récentes tentatives de mise en musique de pièces de Shakespeare. Ces revers le contraignent à retourner au service militaire.
En 1760, tandis qu'il sert dans le marine corps, Bickerstaff collabore avec Thomas Arne, le principal compositeur britannique, sur un opéra léger, Thomas and Sally (en) qui rencontre un énorme succès. Il est possible que Bickerstaff a simplement écrit la pièce et l'a envoyée à Arne ou au Royal Opera House de Covent Garden où il travaille. La soirée de création a lieu à Covent Garden le 28 novembre 1760. La pièce est jouée à plusieurs reprises à Londres et se répand bientôt dans toute la Grande-Bretagne et dans le premier empire britannique. Elle est également interprétée à Dublin, Philadelphie et Kingston en Jamaïque. Ils travaillent ensuite ensemble sur Judith (en), oratorio créé à Drury Lane en février 1760. Il continue à produire de nombreuses comédies à succès inspirées de Marivaux et autres dramaturges et librettistes d'opéra français.
En 1762, lui et Arne écrivent Love in a Village (en) considéré comme le premier opéra comique anglais.
Son The Maide of the Mill (1765) avec une musique de Samuel Arnold et d'autres compositeurs, rencontre également beaucoup de succès. Bickerstaffe écrit également deux versions expurgées de pièces de William Wycherley et Pedro Calderon de la Barca. Ses Love in the City (1767), The Padlock (1768), à partir de Le Jaloux d'Estrémadure des Nouvelles exemplaires de Cervantes (qui contient le personnage de Mungo, serviteur noir interprété par Dibdin, l'un des premiers rôles noirs comiques dans le théâtre anglais). Il est également l'auteur de The Life of Ambrose Guinet (1770).

## Exil
En 1772, suspecté d'homosexualité, Bickerstaffe s'enfuit en France. L'acteur-producteur David Garrick est impliqué dans un scandale par le libelle Love in the Suds de William Kenrick. Le reste de sa vie semble avoir été passé dans la pauvreté et la misère et on sait peu de chose sur sa mort.
Longtemps après la disparition de Bickerstaffe, son collègue Charles Dibdin a souvent été accusé de plagier ses chansons.

## Pièces (sélection)

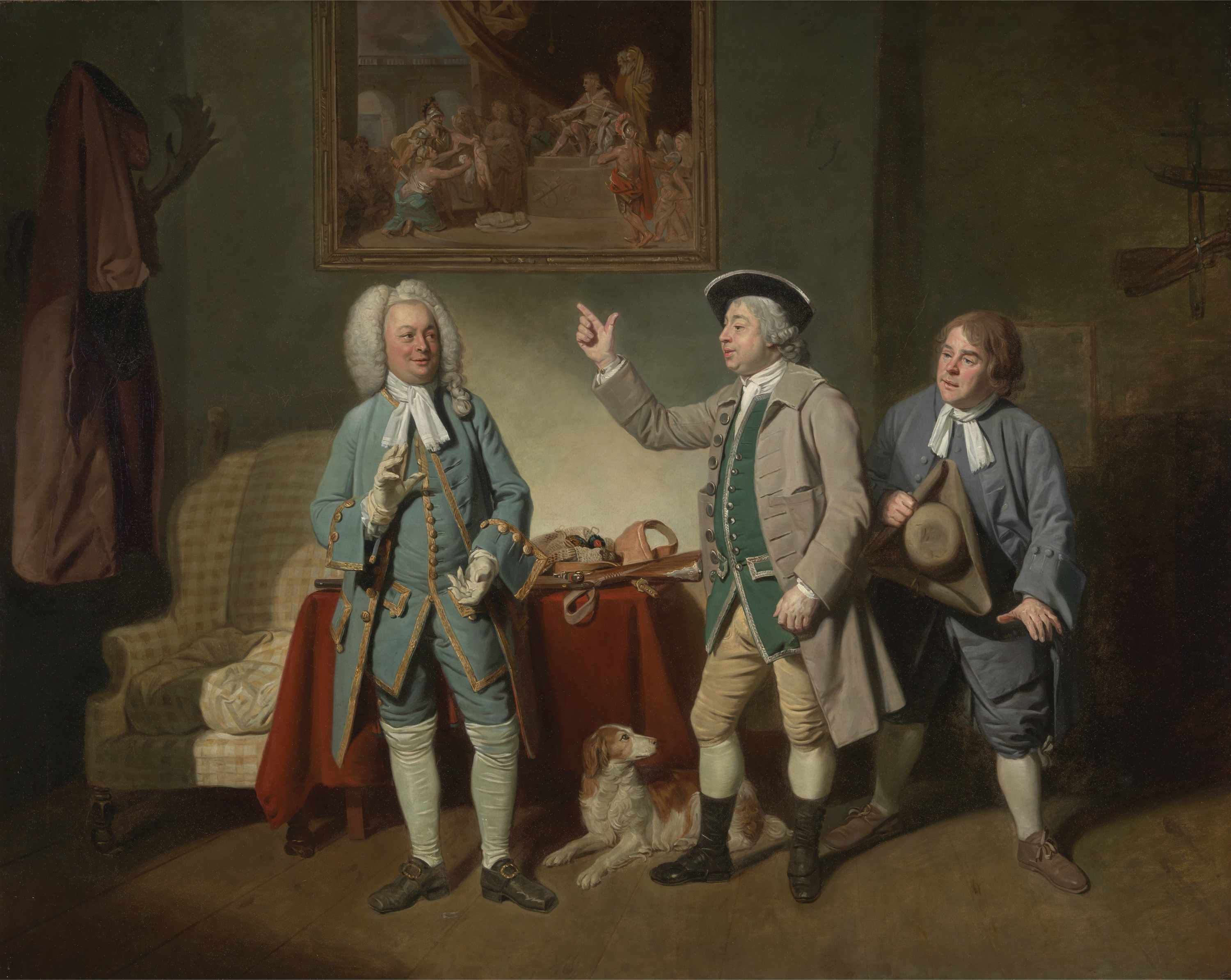
Une scène de '

- 1756 : Leucothoé
- 1760 : Thomas and Sally (en) ou The Sailor's Return
- 1761 : Judith (en)
- 1762 : Love in a Village (en)
- 1765 : Daphne and Amintor
- 1765 : The Maide of the Mill
- 1766 : L'Homme franc, (The Plain Dealer)
- 1768 : The Padlock
- 1768 : Lionel and Clarissa
- 1770 : The Recruiting Serjeant (en)
- 1771 : He Wou'd If He Cou'd; or, An Old Fool Worse Than Any
- 1772 : The School for Fathers (en)
- 1775 : The Sultan; or, A Peep into the Seraglio